# Daydreaming
"Daydreaming" é uma canção da banda de rock estadunidense Paramore, presente em seu quarto álbum de estúdio autointitulado Paramore (2013). A canção foi lançada como o terceiro single do álbum no Reino Unido em 2 de dezembro de 2013.

## Composição
"Daydreaming" é descrita pelos críticos como uma canção de gêneros rock alternativo, pop rock, power pop e dream pop. Hayley Williams chamou a canção de "um encaixe total de 'Dreaming' da Blondie."

## Análise da crítica
De um modo geral, a canção foi recebida positivamente pelos críticos. Para a análise do AbsolutePunk, "Daydreaming" é uma canção que "canaliza the Smashing Pumpkins de uma maneira bonita e legal." De acordo com a Billboard, a canção "não é tão extravagante quanto o seu tema, mas no entanto é sólida." A MTV descreveu a canção como um retorno ao dream pop da década de 1990, declarando "Quando o refrão chega, é um estouro." O website Popdust deu uma nota 4 de 5 para a canção, dizendo "A ponte leve da música, que é coroada por uma onda grandiosa de riffs e guitarras, parece não apenas projetada para o máximo de leveza, é luxuosa o suficiente para afirmar que Williams, no final da canção, está bem e em um lugar seguro moldado pela música estrondosa que fizeram."
Escrevendo para o Renowned for Sound, Jana Angeles considerou-o como uma "faixa sólida", dizendo "...é fantástico ver como a banda emergiu de uma banda de pop punk para uma banda que não tem medo de se desafiar experimentando outros gêneros musicais." Ed Masley do The Arizona Republic classificou a faixa como a 5ª melhor canção do Paramore, comentando "Essa canção soa um pouco parecido com Goo Goo Dolls liderado por uma mulher 'Iris'? É verdade. Mas isso não é algo ruim."

## Vídeo musical
O vídeo musical para a canção foi lançado em 5 de novembro de 2013 e teve sua estreia no UK.MSN.com.
O vídeo apresenta imagens do show da banda no Wembley Arena. Além dessas imagens, o vídeo também mostra duas garotas (uma loira e uma morena) se preparando para viajar para Londres para ver o Paramore ao vivo, mostrando também as duas passeando pela cidade. Assim que chegam ao local do show, elas entram nos bastidores, onde os membros da banda estão. Elas eventualmente vão ao show para assistir a apresentação da banda.

## Desempenho nas tabelas musicais
| Tabela musical (2013)        | Melhor posição |
| ---------------------------- | -------------- |
| Reino Unido (OCC Rock Chart) | 33             |